# Liste von Persönlichkeiten aus Faido
Diese Liste enthält in Faido geborene Persönlichkeiten und solche, die in Faido ihren Wirkungskreis hatten, ohne dort geboren zu sein. Die Liste erhebt keinen Anspruch auf Vollständigkeit.

## Persönlichkeiten
(Sortierung nach Geburtsjahr)
- Familie Varese, Varesi. [1][2]
  - Johannes de Chauleriis de Varixio auch Johannes (del Presbitero) de Varexio genannt (* um 1400 in Faido; † nach 1459 ebenda), Statthalter des Urner Vogts der Valle Leventina[1]
  - Cristoforo und Martino Varesi (* 15. Jahrhundert in Faido) Kaufleute und Politiker[1]
  - Martino Varesi (* um 1550 in Faido; † nach 1614 ebenda), Geschworener der Valle Leventina[1][2]
  - Johannes Varesi (* um 1630 in Faido † nach 1672 ebenda), von Faido, Prokurator der Leventina[1]
  - Giuseppe Maria Varesi (* um 1640 in Faido; † nach 1683 ebenda), Oberer des Kapuzinerklosters von Faido[1][2]

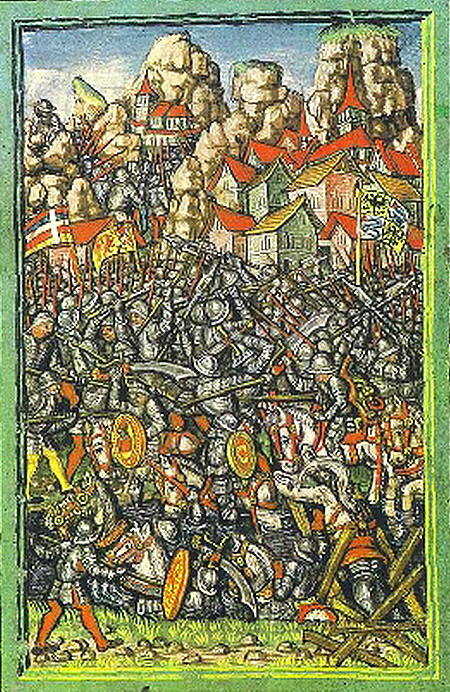
Diebold Schilling, Schlacht bei Giornico.

- Familie Bullo, Bullu, Bullis  aus Osco, seit dem 17. Jahrhundert in Faido[3][4]
  - Pietro Bullo (* um 1545 in Faido; † nach 1602 ebenda), Bannerherr des Valle Leventinas 1602, er wurde nach Altdorf UR abgeordnet, um die Freiheiten seiner Talschaft zu verteidigen[3]
  - Gian Giacomo Bullo (* um 1550 in Faido; † nach 1627 ebenda), Statthalter der Valle Leventina, Ritter des Orden vom Goldenen Sporn, er verfasste 1627 auf Geheiss des Rats der Leventina einen Bericht der Schlacht bei Giornico[5][3]
  - Pietro Bullo (* um 1565 in Faido; † nach 1602 ebenda), Gesandter nach Kanton Uri[3]
  - Martino Bullo (* um 1610 in Faido; † nach 1670 in Sondrio), Kapuziner, Guardian des Kapuzinerklosters von Faido 1667–1670, gestorben in Sondrio im Geruch der Heiligkeit[6][3]
  - Baldassarre Bullo (* um 1615 in Faido; † nach 1660 ebenda), Ritter, er hinterliess im Freiheitenbuch des Livinentals nach 1647 kurze historische Notizen über die Teilnahme der Liviner an den eidgenössischen Feldzügen von 1422 (Arbedo), 1442, 1445 und 1478 und über die Verträge Kantons Uri mit Mailand von 1442, 1451–1455 und 1484. Er verfasste nach 1641 den Wortlaut des angeblichen ewigen Bundes zwischen Uri und der Leventina von 1405[3]
  - Giuseppe Maria Bullo (* 1725 in Faido; † 1801 ebenda), Talschreiber, Gesandter 1755 nach Altdorf abgeordnet, um eine Milderung der von der Regierung beim Aufruhr der Liviner getroffenen Massnahmen zu erreichen. Er war einer der Führer der Erhebung gegen die Franzosen, Vorsitzender des Kriegsrates der Leventina 1799[3]
  - Gioachimo Bullo (* um 1820 in Faido; † 1903 ebenda), Hauptmann im Sonderbundskrieg, er übernahm als erster den Postdienst Faido-Biasca, Politiker, Tessiner Grossrat[3]
  - Gustavo Bullo (* 5. September 1863 in Faido; † nach 1900 ebenda), Sohn des Gioachimo, Ingenieur und Konsulent der Gefrierinstallationsindustrie in Mailand und Genua, Verfasser verschiedener technischer Publikationen[3]

- Familie Solari. 

Guido Calgari (1958).

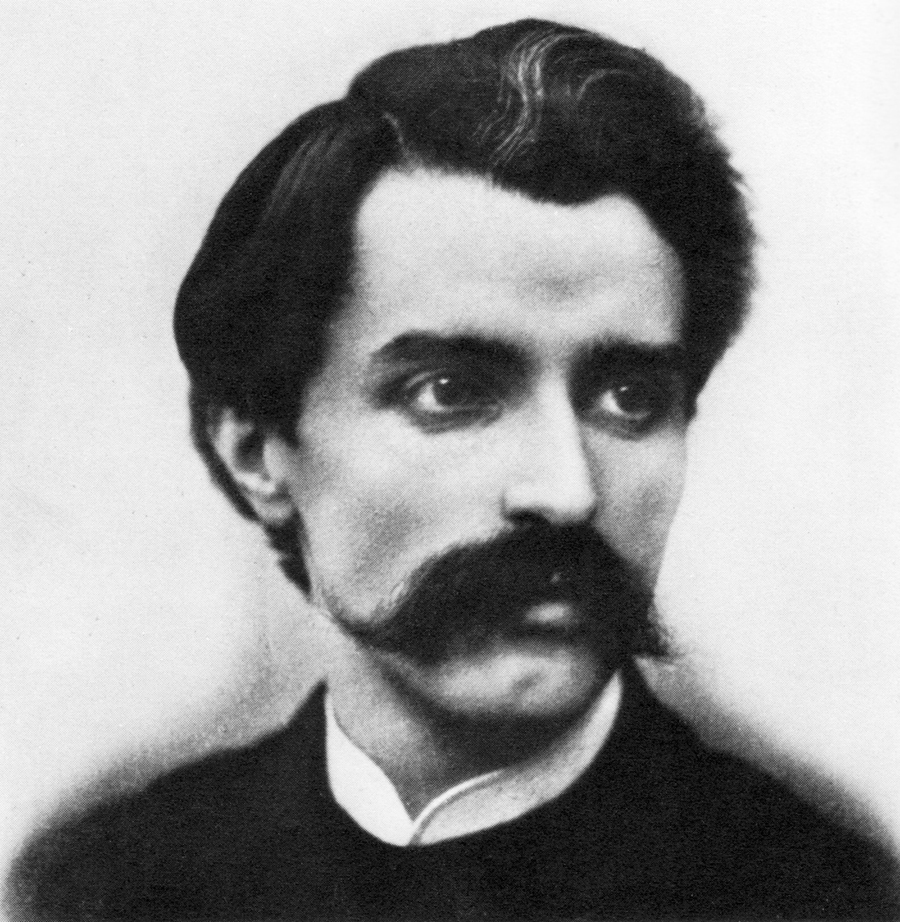
Alfredo Catalani (um 1885)

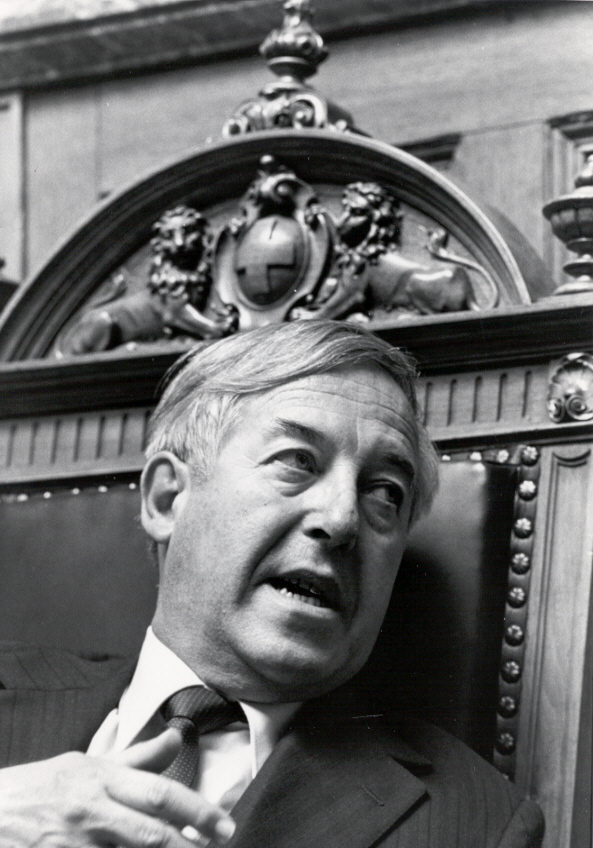
Luigi Generali, Nationalratspräsident 1979

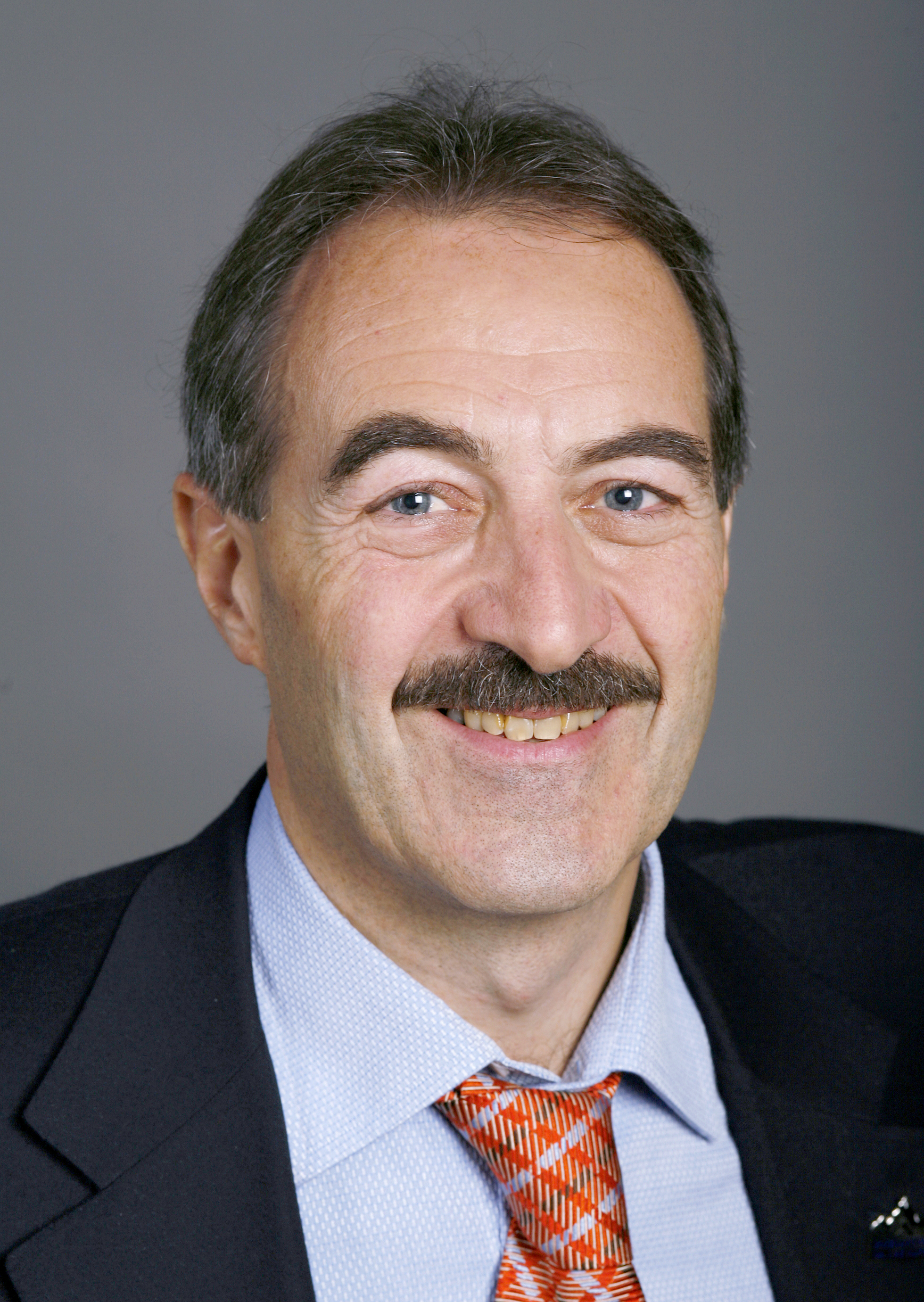
Fabio Pedrina

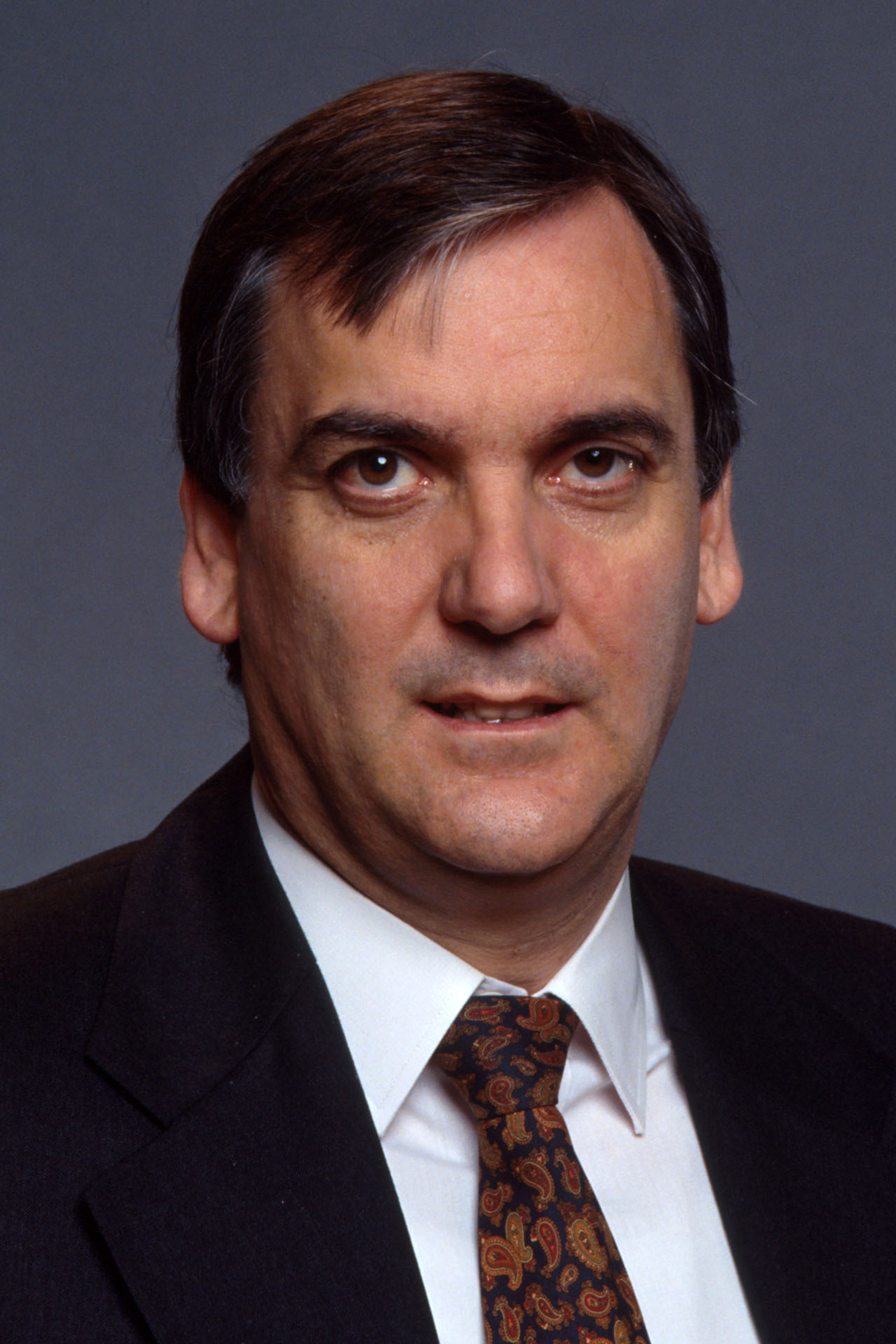
Gabriele Gendotti, 1999.

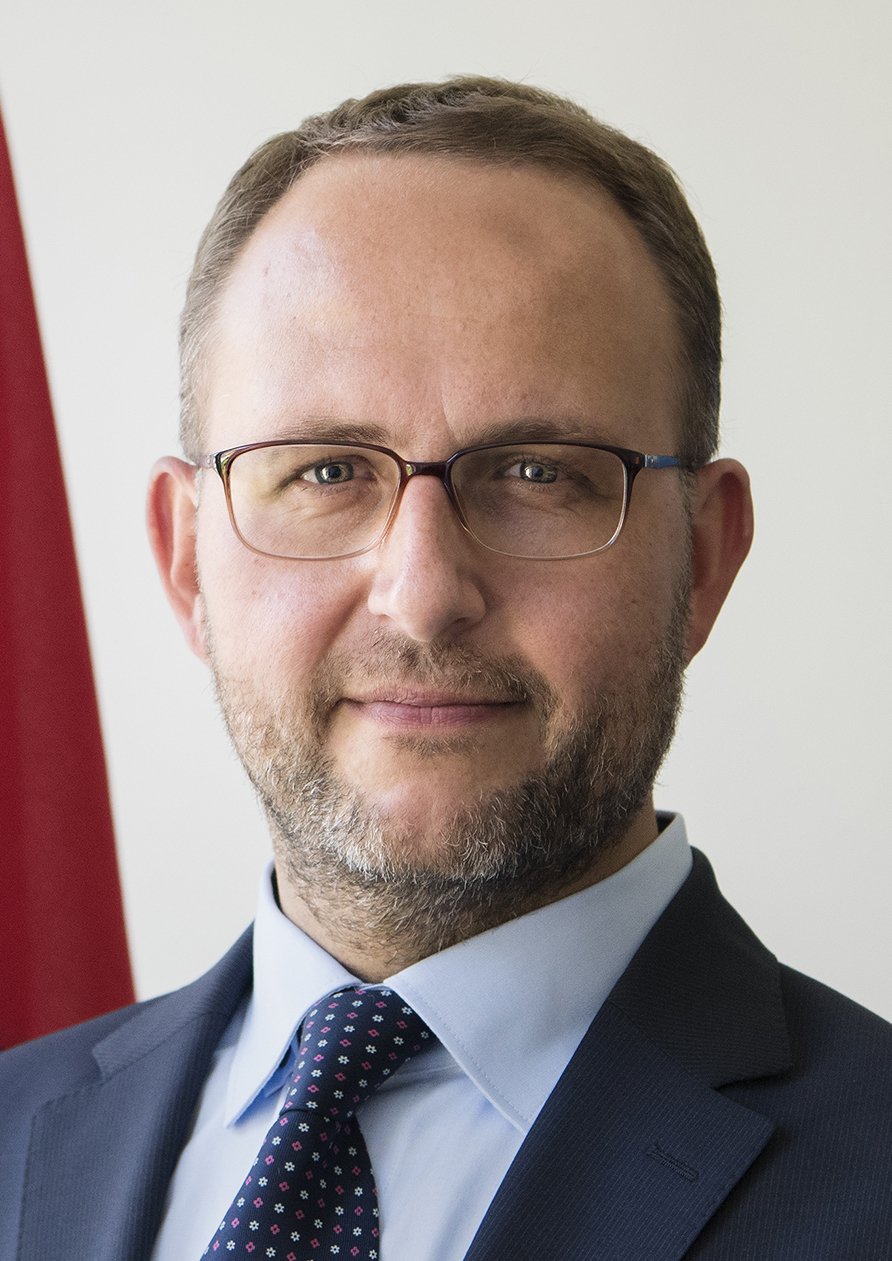
Norman Gobbi, Consigliere di Stato (2017)

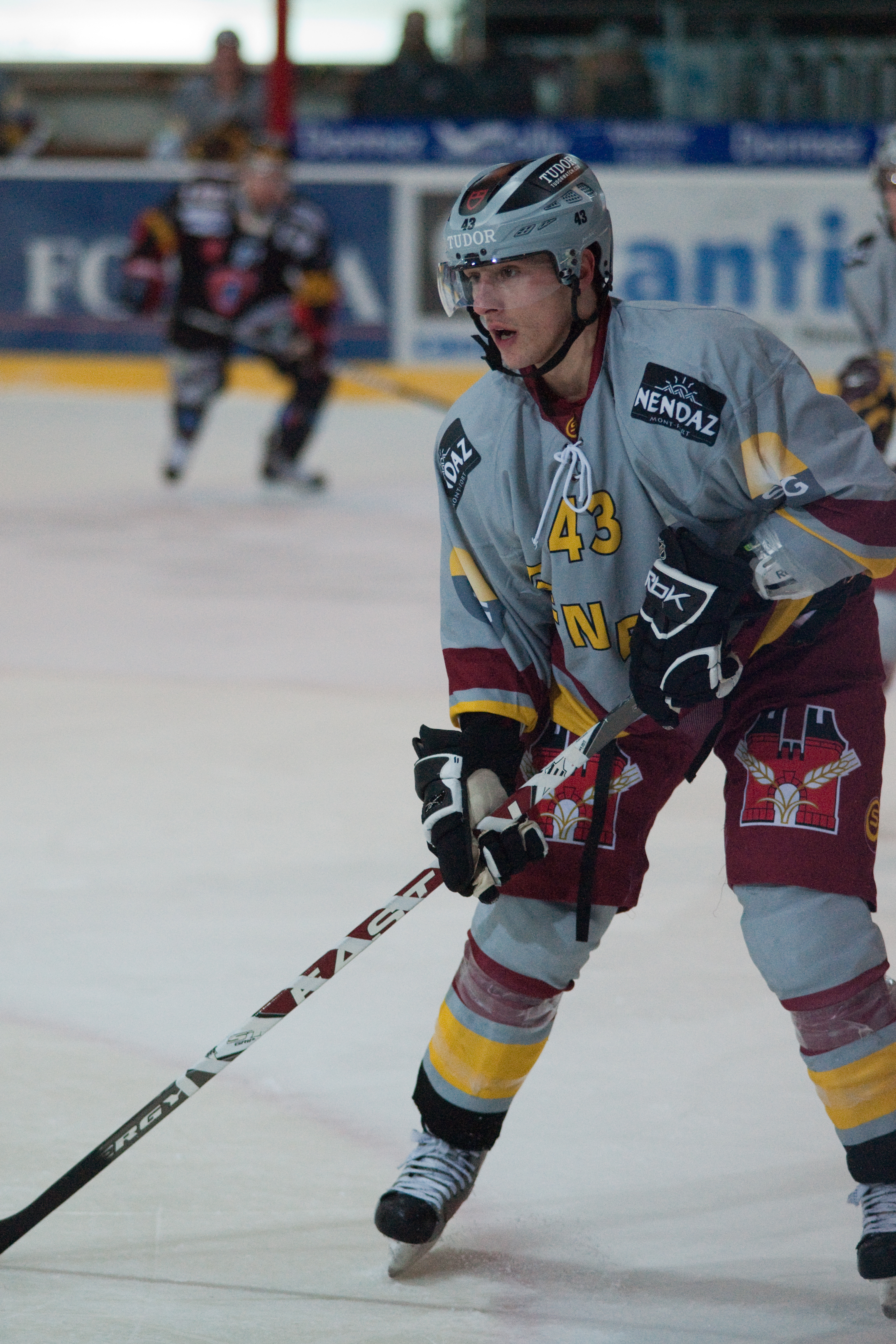
John Gobbi

  - Pietro Solari (* um 1710 in Faido; † nach 1755 ebenda), Anführer im Aufstand der Leventina gegen Uri 1755[7]
  - Giuseppe Antonio Solari (* 22. Februar 1749 in Faido; † 16. September 1818 ebenda), 1799 einer der Führer des Aufstands gegen die Franzosen[7]
  - Gioachimo Solari (* 1. Januar 1842 In Faido; † 8. April 1910 ebenda), Tessiner Grossrat[7]

- Familie Calgari. [8]
  - Protasio Calgari (* um 1350 in Faido; † nach 1387 ebenda), Notar der Leventina[8]
  - Giovanni Giuseppe Calgari (* 20. März 1782 in Faido; † 4. November 1847 in Venegono Superiore), Priester, Tessiner Grossrat[9]
  - Guido Calgari (1905–1969), Schriftsteller, Dozent an der ETH.
  - Anita Calgari Intra (* 10. Oktober 1909 in Faido; † Februar 1998 ebenda), Sekundarlehrerin, Journalistin, Politikerin (PPD) Jugendschriftstellerin[10]

- Gasparino de Maineri (* um 1370 in Parma ?; † nach 1412 ebenda), Militär. Podestà der Leventina für den Herzog von Mailand[11]
- Bartolomeo Bedra (Bedula) (* 1536 in Faido; † nach 1602 ebenda ?), Noviziat unter Ignatius von Loyola, Jesuit, Generalvisitator der Ambrosianische Täler[12]
- Giovanni Antonio Forni (* 9. Februar 1687 in Ronco (Gemeinde Quinto TI); † 2. Juni 1755 in Faido), Bannerherr der Leventina zum Tode verurteilt[13]

- Giuseppe  (Giacomo) Sartore (* 5. Mai 1700 in Dalpe; † 2. Juni 1755 in Faido), Bauer, nach dem Livineraufstand von 1755 gegen die Urner wurde er als Mitbeteiligter angeklagt; die Urner Obrigkeit verurteilte ihn zum Tode durch Enthaupten; das Urteil wurde gleichentags in Faido vollstreckt[14]
- Lorenzo Orsi (* 7. August 1709 in Rossura (heute Gemeinde Faido); † 2. Juni 1755 in Faido), Hauptmann der Leventina, als Verräter enthauptet[15]
- Bernardino Pedrazzi (* 19. März 1852 in Faido; † 3. März 1829 ebenda), Mitglied des helvetischen Grossrates 1798, nationaler Unterpräfekt der Leventina 1799–1801, Mitglied des kantonalen Landtags 1802, des Tessiner Grosrat 1803–1815; Oberamtmann der Leventina 1813–1816[16][17]
- Giacomo Pietro Paolo Bertina (* 24. Januar 1769 in Faido; † 24. Mai 1825 ebenda), Vertreter des Kantons Bellinzona im Helvetischen Rat[18]
- Angelico Cattaneo (1769–1847), Kapuziner und Lokalhistoriker. Er hinterliess ein unvollendetes Werk in zwei Bänden mit dem Titel I Leponti
- Giovanni Agostino Dazzoni (* 11. September 1776 in Chironico; † 28. Mai 1851 in Faido), Appellationsrichter, Politiker, Tessiner Grossrat[19]
- Ferdinando Cattaneo (* 29/30. November 1808 in Faido; † 22/23. März 1872 ebenda), Anwalt, Tessiner Grossrat, Nationalrat, Verwalter der Tipografia del Gottardo in Faido[20][21]
- Giocondo Storni (1817–1898), Priester, Mitarbeiter des Blatts Il credente cattolico
- Giovanni Dazzoni (1851–1923), Anwalt, Jurist und Politiker (CVP), Tessiner Grossrat, Nationalrat
- Remo Patocchi (* 24. Januar 1876 in Bellinzona; † 31. August 1953 in Faido), Post- und Telegraphen Beamter, Landschaftsmaler[22][23]
- Alfredo Catalani (1854–1893), Komponist
- Emilio Bontà (1882–1953), Dozent am Gymnasium in Lugano, Journalist, Lokalhistoriker
- Alfonso Codaghengo (* 25. März 1882 in Paris; † 20. Mai 1965 in Faido), Priester, Lokalhistoriker, Kanoniker der Lateranbasilika[24]
- Emilio Forni (1883–1946), Bauingenieur, Politiker, Tessiner Grossrat, Staatsrat
- Silvio Sganzini (1898–1972), Rektor des kantonalen Lyzeums von Lugano, Sprachwissenschaftler und Kulturhistoriker.
- Paul Lang (1894–1970), Schriftsteller, Literaturkritiker, Gymnasiallehrer[25]
- Fernando Pedrini (* 28. März 1898 in Faido; † 12. Oktober 1984 in Locarno), Anwalt und Notar in Faido, dann in Locarno; Gemeindepräsident von Faido, liberaler Tessiner Grossrat, Mitglied des eidgenössischen Versicherungsgerichts in Luzern, Bundesrichter[26][27]
- Walter Jesinghaus (Komponist) (* 13. Juli 1902 in Genua; † 17. September 1966 in Faido), Musiker und Musikwissenschaftler[28][29][30]
- Rocco (Giovanni Carlo Casari) da Bedano (* 1906; † 1. Dezember 1983), Kapuziner, Forscher, Historiker[31]
- Luigi Generali (1920–2005), Politiker, Nationalrat.
- Frédéric Walthard (* 13. März 1921 in Faido; † 25. August 1014 ebenda), Jurist, Diplomat, Leiter des Basler Messewesens, Maler[32]
- Claudio Lepori (* 4. Januar 1940 in Massagno; † 4. Dezember 2016 in Daro), Sohn von Giuseppe Lepori, Rechtsanwalt, Kantonsrichter, Politiker (PPD), Gemeindepräsident von Faido, Vater von acht Söhnen[33]
- Thyl Manuel Eisenmann (* 13. Dezember 1948 in Faido; † 30. November 2015 in Kriens), Kunstmaler, Zeichner, schuf Radierung und Lithografie. Zeichenlehrer[34]
- Pietro Antonini (* 6. August 1948 in Faido), Musiker, Komponist, Dirigent, Mitarbeiter der RSI LA 2[35]
- Manuele Celio (1966), Schweizer Eishockeyspieler.
- Fulvio Roth (* 24. November 1944 in Faido), Grafiker schuf Plakate[36]
- Gabriele Gendotti (1954), Rechtsanwalt und Politiker.
- Fabio Pedrina (1954), Politiker.
- Bruno Giussani (1964 in Faido), Journalist, Unternehmer, Direktor von TED (Konferenz)[37]
- Natascia Leonardi Cortesi (1971), Skilangläuferin, Skibergsteigerin
- Nicola Celio (1972), Schweizer Eishockeyspieler.
- Norman Gobbi (1977), Politiker (Lega dei Ticinesi).
- Alan Bogana (* 3. Juli 1979 in Faido), Multidisziplinärer Künstler[38][39]
- John Gobbi (1981), Eishockeyspieler
- Daniela Droz (* 15. März 1982 in Faido), Künstlerin der bildenden Kunst, Fotografie, Skulptur, Installation[40]